# 領ヶ谷城
領ヶ谷城（りょうがやじょう）は、埼玉県さいたま市南区太田窪にあった日本の城。

## 概要
旧浦和市の中央部である現在のさいたま市南区太田窪にあった平安時代末期の城跡で、佐々木盛綱によって築城されたと伝わる。
現在城跡には鰻屋料亭である「幸楽園」が営業しており、「領ヶ谷城址」と店舗看板にも明記されるほか、公式ウェブサイトにも城に関する記述がみられる。また料亭周辺は「領ヶ谷城遺跡（遺跡番号01-213）」として周知されている。店舗は1930年（昭和5年）に開業し、昭和半ば頃までは周辺に状態のよい土塁が残されていたが、現在は宅地開発の影響で消滅している部分が多い。
城の部分は高台であるが、西側は上谷沼調節池（元上谷沼）や藤右衛門川などが流れる低地が広がる。

## アクセス
- 埼玉県さいたま市南区太田窪2235
- 京浜東北線・武蔵野線南浦和駅東口から車で5分程度。
- 国際興業バス 南浦和駅 - 柳崎循環線 「善前」下車徒歩5分